# Otto Möbes
Otto Möbes (* 5. März 1879 in Hecklingen, Kreis Bernburg; † 2. Dezember 1963 in Graz) war ein österreichischer Gewerkschafter und sozialdemokratischer Politiker der Steiermark.  
Möbes, der aus der Gewerkschaft der Privatangestellten kam, war 1922 bis 1934 als Vizepräsident der steirischen Kammer für Arbeiter und Angestellte in Graz tätig, daneben war er von 1924 bis 1934 Gemeinderat in Graz. Ab 1945 bis 1953 war er Präsident der Arbeiterkammer für Steiermark, 1946 bis 1953 auch Stadtrat in Graz, zudem noch ab 1947 auch in hoher Funktion im Energieversorgungsunternehmen STEWEAG tätig. Eine Bildungseinrichtung der steirischen AK im Grazer Stiftingtal trägt seinen Namen.